# Don Cleque
Don Cleque es una serie de cortometrajes de animación española protagonizada por el personaje homónimo.

## Creación de la serie
Cuando se crea Estudios Animados Chamartín con la fusión de Hispano Grafic Films y Dibsono Films se decide formar tres grupos de trabajadores, cada uno dedicado a una serie distinta. La serie ya había sido creada por Francisco Tur cuando existía Dibsono con el cortometraje Don Cleque va de pesca. Para esta serie se decide contar con Guillermos Fresquet, Enriqueta Salquina y José Peñarroya como animadores y como paisajista a Font. La música corrió a cargo del maestro Rafael Ferrer-Fitó.

## Personajes
- Don Cleque es el protagonista de la historia. Es un hombre de 40 años soltero que se caracteriza por ser distraído, miope.[1]
- Dos dedos es el adversario de Don Cleque, quien es aún más torpe que el protagonista.[1]

## Cortometrajes
Las aventuras que pasa el protagonista se caracterizan por estar por encima de sus posibilidades siendo para él peligrosas y regocijantes.
| Número | Título                  | Año  |
| ------ | ----------------------- | ---- |
| 1      | Don Claque va de pesca  | 1941 |
| 2      | Don Cleque marinero     | 1942 |
| 3      | Don Cleque detective    | 1942 |
| 4      | Don Cleque de los monos | 1942 |
| 5      | Don Cleque flautista    | 1943 |
| 6      | Don Cleque Buffalo Bill | 1943 |
| 7      | Don Cleque en el oeste  | 1944 |
| 8      | Don Cleque y los indios | 1945 |

## Recepción
Los cortometrajes Don Cleque de los monos y Don Cleque y los indios fueron premiados por el Sindicato Nacional del Espectáculo.